# Acorn

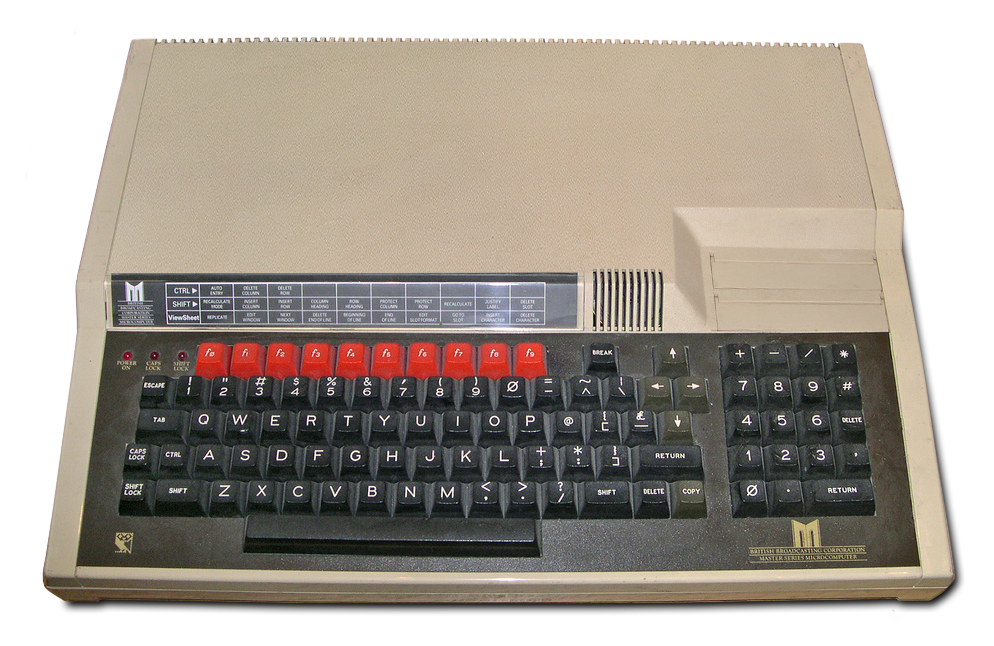
Acorn BBC Master.

Acorn Computers var en brittisk datortillverkare som grundades 1978 i Cambridge av Chris Curry och Herman Hauser. Ursprungligen hette företaget Cambridge Processor Unit men bytte namn efter ett möte med Roger Wilson som hade konstruerat vad som skulle komma att bli deras första dator (System 1).
Acorn tog bland annat fram processorserien ARM och datorer med namnet Acorn Archimedes. Efter Archimedes gjorde de en serie datorer som hette RiscPC, som också var baserade på ARM-processorn.

## Datorer från Acorn
- Acorn Atom
- Acorn Electron
- Acorn Archimedes
- BBC Micro
- BBC Master